# Prix Alfred Riguelle
Le Prix Alfred Riguelle est une ancienne compétition internationale de cyclisme sur piste, disputée au cours de la première journée du Grand Prix de Paris, ouverte à tous les coureurs amateurs ou indépendants, munis d'une licence de l'U.V.F. ou d'une fédération affiliée à l'UCI.
C'était une répétition du Grand Prix de Paris amateur.

## Histoire
Il tire son nom de Alfred Riguelle (d)  (1856-1923), ancien commissaire général du Grand Prix de Paris et président de l’Union Vélocipédique de France.
En 1935, c'est une épreuve pré-olympique.
À partir de 1943, il devient le Grand Prix de Paris amateur, mais conserve son appellation jusqu'en 1950 au moins.

## Palmarès
|                  |
| Marcel Jean 1928 |

|                     |
| Joseph Kergoff 1929 |

|                         |
| Charles Rampelberg 1931 |

| Année | Vainqueur            | Deuxième           | Troisième            |
| ----- | -------------------- | ------------------ | -------------------- |
| 1922  | Lucien Michard       | Lefèvre            | Lucien Morel         |
| 1923  | Lucien Michard       | Lucien Faucheux    | Lucien Revelly       |
| 1924  | Lucien Faucheux      | Lucien Choury      | Jean Cugnot          |
| 1925  | Lucien Morel         | Léon Galvaing      | Émile Roudy          |
| 1926  | Oscar Rütt           | Émile Roudy        | Desvilles            |
| 1927, | Léon Galvaing        | Georges Coupry     | Lucien Revelly       |
| 1928, | Marcel Jean          | Deschamps          | Desvilles            |
| 1929, | Joseph Kergoff       | Roger Beaufrand    | Lucien Weiss         |
| 1930  | Louis Gérardin       | Marcel Novaretti   | Chennevières         |
| 1931  | Charles Rampelberg   | Chennevières       | Maurice Perrin       |
| 1932, | Anker Meyer Andersen | Maurice Perrin     | Louis Chaillot       |
| 1933  | Charles Rampelberg   | Mouhot             | Lebeau               |
| 1934, | Toni Merkens         | Christian Lenté    | Ragot                |
| 1935  | Pierre Georget       | Roger Courly       | Roland Ulrich        |
| 1936, | Louis Chaillot       | Georges Maton      | Pierre Georget       |
| 1937, | Pierre Georget       | Guy Renaudin       | Francis Chrétien     |
| 1938, | Francis Chrétien     | Georges Maton      | Jean Noblet          |
| 1939, | Francis Chrétien     | Georges Barrateau  | Jacques Verna        |
| 1940  |                      |                    |                      |
| 1941, | Guy Claisy           | André Degelas      | Georges Senfftleben  |
| 1942, | Guy Claisy           | Pierre Iacoponelli | Gaston Dron          |
| 1943  | Maurice Etienne      | Henri Sensever     | Marc Cautenet        |
| 1944, | Jacques Lohmüller    | Marc Cautenet      | Hugo Lorenzetti (de) |
| 1945, | Gilbert Doré         | Gaston Dron        | Loth                 |
| 1946, | Reg Harris           | Marschall          | Jacques Lanners      |
| 1947  | René Faye            | Paul Honorat       | Fernand Vidal        |
| 1948  | Émile Lognay         | Charles Prigent    | René Faye            |
| 1949  | Émile Lognay         | Pierre Even        | Axel Schandorff      |
| 1950  | Maurice Verdeun      | Antonio Maspes     | Enzo Sacchi          |
|       |                      |                    |                      |

## Doublé Prix Riguelle-Grand Prix de Paris amateurs
- Lucien Michard (1922)
- Toni Merkens (1934)